# Alumni Cantabrigienses
L’Alumni Cantabrigienses est un registre biographique des anciens étudiants et membres de l'université de Cambridge. Sa première version est due à John Venn et à son fils John Archibald Venn (1883-1958) qui a été publiée en dix volumes par le Cambridge University Press entre 1922 et 1953. Plus de 130 000 personnes sont décrites dans l'ouvrage : étudiants, diplômés et titulaires d'un poste (par exemple, des professeurs et des directeurs). Son titre complet est Alumni Cantabrigienses : A Biographical List of All Known Students, Graduates and Holders of Office at the University of Cambridge, from the Earliest Times to 1900 (littéralement, « Alumni Cantabrigienses : une liste biographique de tous les étudiants, diplômés et titulaires d'un poste à l'Université de Cambridge depuis les premiers temps jusqu'à 1900 »).

## Histoire de sa publication
John Venn, un membre et plus tard président du Caius College à Cambridge, entame la rédaction de cet ouvrage après avoir complété un registre biographique des membres de son college. La Part I du Alumni Cantabrigienses, en quatre volumes, décrit tous ceux qui ont reçu un matricule à Cambridge jusqu'à 1751. La publication est retardée par la Première Guerre mondiale, Venn voit la parution des deux premiers tomes avant son décès en 1923. Il profite d'une collaboration avec son fils, John Archibald Venn, membre et, à partir de 1932, président du Queens' College à Cambridge. Après le décès de son père, John Archibald poursuit la rédaction de l’Alumni Cantabrigienses, « travail qui a occupé la plus grande partie de sa vie ». Avec l'aide des syndics de la Cambridge University Press, Venn fils voit la publication des deux derniers volumes de la Part I. Six autres volumes, la Part II, sont publiés de 1940 à 1954, décrivant les personnes ayant été admises à l'université de Cambridge de 1752 à 1900.

## Description
En plus de mentionner la progression des individus ayant été admis à l'université de Cambridge, l’Alumni Cantabrigienses peut inclure : dates et lieux de naissance et de décès, nom des parents, des enfants et du conjoint, éducation, emplois et réalisations notables. Des références sont également présentes. Les Venn, père et fils, ont créé l’Alumni Cantabrigienses à partir des enregistrements de l'université (registres d'immatriculation et listes de diplômes), de documents écrits fiables et de documents d'archives qui comprennent des registres d'admission, des registres épiscopaux, des comptes rendus du college, des généalogies et des documents disponibles dans les public record offices. Pour les immatriculations d'avant 1500, leur travail est surpassé par celui de A. B. Emden, mais le « gros du travail [...] n'a jamais été égalé, encore moins surpassé ». L'Alumni Cantabrigienses a été publié à nouveau à deux reprises sous la forme de fascimile. 
En 2010, un projet est en cours à l'université pour fusionner l'Alumni Cantabrigienses avec celui d'Emden. Les registres des colleges pour femmes (les membres du Girton College et du Newnham College n'étaient pas membres à part entière de l'université avant 1947) seront aussi intégrés. En s'appuyant sur d'autres sources, il devrait s'ajouter plus de 20 000 entrées. En 2011, les informations ainsi recueillies sont accessibles en ligne.

## Volumes
- Part I (jusqu'à 1751)
  - Vol. i. Abbas – Cutts, 1922. Version en ligne sur le site de l'Internet Archive
  - Vol. ii. Dabbs – Juxton, 1922. Version en ligne sur le site de l'Internet Archive
  - Vol. iii. Kaile – Ryves, 1924. Version en ligne sur le site de l'Internet Archive
  - Vol. iv. Saal – Zuinglius, 1927. Version en ligne sur le site de l'Internet Archive

- Part II (1752-1900)
  - Vol. i. Abbey – Challis, 1940. Version en ligne sur le site de l'Internet Archive
  - Vol. ii. Chalmers – Fytche, 1944. Version en ligne sur le site de l'Internet Archive
  - Vol. iii. Gabb – Justamond, 1947. Version en ligne sur le site de l'Internet Archive
  - Vol. iv. Kahlenberg – Oyler, 1947. Version en ligne sur le site de l'Internet Archive
  - Vol. v. Pace – Sypers, 1953. Version en ligne sur le site de l'Internet Archive
  - Vol. vi. Square – Zupitza, 1954. Version en ligne sur le site de l'Internet Archive